# Quận Waupaca, Wisconsin
Quận Waupaca một quận thuộc tiểu bang Wisconsin, Hoa Kỳ. Quận lỵ đóng ở Waupaca.6. Theo điều tra dân số năm 2000 của Cục điều tra dân số Hoa Kỳ năm 2000, quận có dân số 51.731 người.

## Địa lý
Theo Cục điều tra dân số Hoa Kỳ, quận có diện tích 765 dặm vuông Anh (1.981 km2), trong đó có 14 dặm vuông Anh (36 km2)  là diện tích mặt nước.

### Xa lộ
| - U.S. Highway 10 - U.S. Highway 45 - Wisconsin Highway 22 - Wisconsin Highway 49 - Wisconsin Highway 54 | - Wisconsin Highway 76 - Wisconsin Highway 96 - Wisconsin Highway 110 - Wisconsin Highway 161 - Wisconsin Highway 156 |

### Quận giáp ranh
- Quận Shawano - bắc
- Quận Outagamie - đông
- Quận Winnebago - đông nam
- Quận Waushara - tây nam
- Quận Portage - tây
- Quận Marathon - tây bắc

## Thông tin nhân khẩu

Tháp độ tuổi dân cư theo điều tra năm 2000 của quận Waupaca.

Theo điều tra dân số 2 năm 2000, quận Waupaca đã có dân số 51.731 người, 19.863 hộ gia đình, và 13.884 gia đình sống trong quận hạt. Mật độ dân số là 69 trên một dặm vuông (27 / km2). Có 22.508 đơn vị nhà ở với mật độ bình quân 30 trên một dặm vuông (12 / km2). Cơ cấu chủng tộc của dân cư quận đã được 97,93% người da trắng, 0,17% da đen hay Mỹ gốc Phi, 0,42% người Mỹ bản xứ, 0,27% châu Á, Thái Bình Dương 0,01%, 0,54% từ các chủng tộc khác, và 0,66% từ hai hoặc nhiều chủng tộc. 1,38% dân số là người Hispanic hay Latino thuộc một chủng tộc nào. 53,1% là gốc Đức, gốc Na Uy 8,5% và 6,8% gốc Ailen theo điều tra dân số năm 2000. 96,6% nói tiếng Anh, tiếng Tây Ban Nha 1,4% và 1,3% của Đức là ngôn ngữ đầu tiên của họ.
Có 19.863 hộ, trong đó 32,60% có trẻ em dưới 18 tuổi sống chung với họ, 58,40% là đôi vợ chồng sống với nhau, 7,40% có một chủ hộ nữ và không có chồng, và 30,10% là các gia đình không. 25,20% hộ gia đình đã được tạo ra từ các cá nhân và 11,70% có người sống một mình 65 tuổi hoặc lớn tuổi hơn là người. Cỡ hộ trung bình là 2,51 và cỡ gia đình trung bình là 3.01.
Theo độ tuổi, 25,70% dân số là dưới 18,% 7,10 18-24,% 27,80 25-44,% 22,70 45-64, và 16,70% người 65 tuổi trở lên. Độ tuổi trung bình là 38 năm. Đối với mỗi 100 nữ có 100,30 nam giới. Đối với mỗi 100 nữ 18 tuổi trở lên, đã có 98,40 nam giới.